# Povestea lui Zoë
Povestea lui Zoë (2008) (titlu original Zoë's Tale) este un roman science fiction al scriitorului american John Scalzi. Este a patra carte din universul ''Războiul bătrânilor'' și reprezintă o relatare a acțiunii din romanul precedent, Ultima colonie, din perspectiva lui Zoë Boutin Perry..

## Intriga
Când John Perry și Jane Sagan, părinții ei adoptivi, primesc oferta de a deveni conducători în noua colonie de pe Roanoke care va fi locuită de către coloniștii de pe zece colonii umane, Zoë e de acord să-i însoțească. Ea este protejată de obinii Hickory și Dickory, care au față de ea un sentiment aproape religios din cauza faptului că tatăl ei biologic a oferit rasei lor conștiința.
Pe drumul către Roanoke, Zoë se împrietenește cu adolescenții Gretchen, Magdy și Enzo, ultimul devenindu-i chiar iubit. Din nefericire, nava nu ajunge pe Roanoke, ci pe o planetă a cărei locație nu poate determina. Coloniștii află că deturnarea a fost realizată de un membru al Forțelor Speciale adaptat vieții în spațiu, care îi informează că Uniunea Colonială dorește să-i țină ascunși în fața Conclavului - o alianță de rase extraterestre care dorește limitarea expansiunii spațiale a celor care nu îi sunt membri. Pentru a împiedica depistarea lor de către Conclav, coloniștilor li se interzice folosirea oricărei tehnologii wireless, precum și orice comunicație cu restul universului. Planeta urmează să fie colonizată folosind utilaje specifice secolului al XIX-lea, deziderat făcut posibil de prezența printre coloniști a unei comunități menonite. Vestea este primită foarte greu de către tinerii a căror viață se desfășura preponderent în jurul acestor dispozitive.
Colonia se dezvoltă încet dar sigur, în primul an de la aterizare înfruntând o singură problemă serioasă: o rasă indigenă similară vârcolacilor, care ucide câțiva oameni. Inițiativa lui Zoë duce la obținerea unui armistițiu cu această specie. Temându-se pentru viața fetei, Hickory și Dickory o învață tehnici de luptă individuală, la care participă și Gretchen. O nouă vizită a Forțelor Speciale confirmă faptul că incapacitatea Conclavului de a găsi colonia Roanoke a destabilizat poziția acestuia și că e momentul să se treacă la o nouă etapă a planului Uniunii Coloniale. Informații despre locația coloniei sunt lăsate să se „scurgă” printre celelalte rase, pentru a ajunge la conducerea Conclavului. Un atac distruge câteva locuințe și duce la moartea lui Enzo și a familiei sale. Generalul Gau sosește pe Roanoke cu o flotă formată din câte o navă a fiecărei nave din Conclav și negociază cu John Perry predarea coloniei sau distrugerea acesteia. Departe de a fi intimidat, John îl sfătuiește să plece, înainte de a fi prea târziu. Gau ia în derâdere propunerea și este nevoit să asiste la distrugerea navelor flotei sale, sabotaj pus la cale de Uniunea Colonială. Singura navă care e cruțată este cea a generalului.
John trece printr-un proces în care este acuzat de trădare, deoarece avertismentul dat generalului Gau ar fi putut să-l pună pe acesta în gardă, zădărnicind planul Uniunii Coloniale. El este eliberat în cele din urmă, dar află neoficial că Roanoke a devenit un pion central în lupta dintre Conclav și Uniunea Colonială. Primul dorește distrugerea coloniei pentru a spăla rușinea generalului Gau, în timp ce a doua dorește același lucru pentru a sensibiliza celelalte colonii umane de a trimite cât mai mulți recruți pentru bătălia cu Conclavul. El apelează la o lovitură riscantă: o trimite pe Zoë, împreună cu cei doi obini, să-l avertizeze pe generalul Gau despre un complot pus la cale pentru asasinarea lui, complot despre care aflase de la Forțele Speciale. Gestul său atrage aprecierea lui Gau  și ura facțiunii din Conclav care dorea răsturnarea acestuia.
Cu ajutorul obinilor, Zoë ia legătura cu cea mai evoluată rasă a galaxiei, consu. Aceasta acceptă să-i ofere o tehnologie care să protejeze colonia, în schimbul unui sacrificiu al obinilor. Facțiunea pornește într-o acțiune de pedepsire a coloniei, dar arma adusă de Zoë îi ajută pe coloniști să câștige. Drept mulțumire pentru ajutorul acordat, generalul Gau recunoaște legitimitatea înființării coloniei Roanoke, deși ea nu aparține Conclavului.

## Personaje
- Zoë Boutin-Perry - fiica biologică a savantului trădător Charles Boutin, adoptată de John și Jane
- John Perry - fost scriitor pământean care, la bătrânețe, s-a alăturat Forțelor Coloniale de Apărare, conștiința sa fiind mutată într-un corp modificat; după retragerea din activitatea militară primește un corp normal și este desemnat conducător al nou înființatei colonii Roanoke
- Jane Sagan - ofițer din cadrul Forțelor Speciale, „născută” din ADN-ul soției decedate a lui John, Kathy; devine soția lui John și, împreună cu acesta, conduce colonia Roanoke
- Hickory și Dickory - reprezentanți ai rasei obinilor desemnați să o protejeze pe Zoë
- Savitri Guntupalli - localnică de pe planeta Huckleberry, asistentă a lui John și Jane
- Manfred Trujillo - conducătorul coloniștilor proveniți de pe planeta Erie
- Gretchen Trujillo - fiica lui Manfred și cea mai bună prietenă a lui Zoë
- Enzo Paulo Gugino - iubitul lui Zoë, ucis într-un raid al Conclavului împreună cu toată familia sa
- Tarsem Gau - general, conducător al Conclavului
- Jerry Bennett - tehnician, devenit colonist pe Roanoke
- Rybicki - general în Uniunea Colonială
- Dock - membru al consiliului obinilor
- Lernin II - consilier al lui Gau, agent al facțiunii conduse de Nerbros Eser însărcinat cu asasinarea generalului
- Babar - câinele lui Zoë
- consu care o ajută pe Zoë să salveze colonia Roanoke

## Opinii critice
Thomas M. Wagner remarcă în SF Reviews.net că „Scalzi prezintă cu abilitate o poveste a maturizării într-un cadru general deja cunoscut” și îl aseamănă cu Heinlein. În Strange Horizons, Richard Larson caracterizează romanul drept „o lectură agreabilă, deoarece John Scalzi este un animator care-și arată talentul când descrie intrigi complexe și-și trimite personajele să se descurce în ițele lor”.